# 中心と周辺
中心と周辺（ちゅうしんとしゅうへん、center and periphery）とは、経済学・経済地理学・社会学・国際政治学における用語で、先進国を「中心」とし、先進国以外の国を「周辺」としてその不均等発展を見るもの。南北問題の文脈のもとでラウル・プレビッシュにより問題提起された。

## 概略
プレビッシュは1964年の国連報告書『開発のための新しい貿易政策をもとめて』において、高度に工業化された先進国を「中心」と捉え、開発途上国を「周辺」と捉えた。そして、自由貿易体制が「中心」にとっては有利だが、「周辺」にとっては不利であることを論じた。この問題提起は、後に登場するアンドレ・グンダー・フランクやサミール・アミンらの従属理論や、イマニュエル・ウォーラーステインの世界システム論の中で醸成されることになる。この後、アミンやアルジリ・エマニュエルは、「中心」と「周辺」の剰余価値率が違うことによる不等価交換の問題を論じた。
ヨハン・ガルトゥングもこの理論の影響を受け、「構造的暴力」において、支配国と周辺国にそれぞれ「中心」（支配層）と「周辺」（被支配層）があり、構造的暴力を生む基盤があることを論じた。
ウォーラーステインは、世界システム論で「中心─半周辺─周辺」という図式も示している。これはNIESなどの新興国を意識したものとされる。